# Eburodacrys apua
Eburodacrys apua es una especie de escarabajo longicornio del género Eburodacrys, tribu Eburiini, subfamilia Cerambycinae. Fue descrita científicamente por Martins & Galileo en 2005.

## Descripción
Mide 13-18 milímetros de longitud.

## Distribución
Se distribuye por Bolivia.